# PWN Waterleidingbedrijf Noord-Holland
De N.V. PWN Waterleidingbedrijf Noord-Holland (kortweg PWN) is een waterleidingbedrijf in de Nederlandse provincie Noord-Holland. Het bedrijf produceert drinkwater voor 800.000 aansluitingen in de provincie Noord-Holland en beheert het waterleidingnet. Daarnaast beheert PWN duingebieden in Noord-Holland. PWN is een naamloze vennootschap met de Provincie Noord-Holland als enige aandeelhouder.

## Drinkwaterverzorging
PWN levert drinkwater aan bedrijven en aan meer dan 1,7 miljoen inwoners in Noord-Holland. Op jaarbasis wordt iets meer dan 110 miljoen m³ water per jaar geleverd. De drinkwatervoorziening in Noord-Holland is in verschillende gebieden onderverdeeld. In het oostelijk deel ten noorden van het Noordzeekanaal wordt water dat in Andijk uit het IJsselmeer wordt gehaald, direct gezuiverd tot drinkwater.
Voor het westelijk deel van Noord-Holland gebruikt men oppervlaktewater dat gedeeltelijk afkomstig is uit de Lek en gedeeltelijk uit het IJsselmeer. Dit water wordt bij Andijk en Nieuwegein opgepompt. Het wordt voorgezuiverd en via pijpleidingen naar de duinen bij Castricum vervoerd. Daar wordt een deel in de Waterfabriek Heemskerk door membraanfiltratie ontdaan van micro-organismen en zouten. Hier worden, onder andere resten van bestrijdings- en geneesmiddelen, afgebroken om te voorkomen dat het duin met deze stoffen belast wordt. Omdat het water ook na reiniging geen zouten meer bevat, is het bijzonder zacht, maar nog niet geschikt als drinkwater. De rest van het voorgezuiverde water wordt in de duinen geïnfiltreerd. Het in de duinen geïnfiltreerde water wordt weer opgepompt en in de productiebedrijven Bergen en Mensink nagezuiverd. Daarna wordt het gemengd met het water uit Heemskerk, en kan het als drinkwater aan de consument worden geleverd.
Ten behoeve van Het Gooi wordt grondwater opgepompt in Huizen en Laren. Dit water is al zuiver genoeg om direct aan de afnemers te worden geleverd.
Het hoofdwaterleidingnet heeft een totale lengte van ruim 10.000 kilometer.
Amsterdam en enkele omliggende gemeenten vallen niet onder het verzorgingsgebied van PWN, maar worden van drinkwater voorzien door Waternet, het voormalige Waterleidingbedrijf Amsterdam.

## Geschiedenis
De grootschalige winning van duinwater in Nederland begon in 1853, toen de gemeente Amsterdam drinkwater ging winnen in de duinen bij Zandvoort. In 1856 werd de waterwinning in de Grafelijkheidsduinen bij Den Helder gestart. In 1899 begonnen steden als Haarlem en Zaandam eveneens hun drinkwater uit de duinen op te pompen. Door dit alles moesten de betreffende duinen beschermd worden tegen exploitatie door land- en bosbouw.
In 1919 stelden Gedeputeerde Staten van de provincie Noord-Holland voor een provinciaal waterleidingbedrijf op te richten, om ook het platteland van drinkwater te voorzien. De tot dan toe opererende drinkwaterbedrijven waren ofwel particuliere initiatieven, die vooral de winstgevende gebieden exploiteerden, ofwel gemeentelijke bedrijven, die vooral het belang van de eigen inwoners dienden. In 1920 werden de Zaanse en Alkmaarse waterleidingbedrijven, die uit particulier initiatief waren ontstaan, overgenomen door het Provinciaal Waterleidingbedrijf van Noord-Holland, dat vlak daarvoor was opgericht. Deze bedrijven wonnen drinkwater in de duinen dat zich verzamelde in daartoe gegraven geulen. Zo'n geul heette een prise d'eau of watervang. Als directeur van dit bedrijf werd benoemd de kapitein b.d. Johannes van Oldenburgh, die vanaf 1913 betrokken was bij de Staatscommissie voor de Drinkwatervoorziening.
Door de toenemende vraag naar water leidde deze methode ertoe dat de watervoorraad in de duinen werd aangetast. Reeds in de jaren '20 en '30 van de 20e eeuw begon men het gevaar hiervan in te zien. De hoeveelheid gewonnen water bedroeg 20 miljoen m³ per jaar, wat veel meer was dan door neerslag kon worden aangevuld. De grondwaterspiegel daalde en er moest een oplossing gevonden worden. De daling van de grondwaterspiegel leidde immers niet alleen tot verdroging en achteruitgang van de flora, maar ook tot het opdringen van het zoute water, waar de zoetwaterbel op dreef.
De provincie Noord-Holland kocht stukken duingebied aan en droeg het beheer daarvan in 1934 over aan het PWN. Het betrof het gehele duingebied tussen het Noordzeekanaal en Schoorl, alsmede de Grafelijkheidsduinen bij Den Helder. Pas in 1954 kwam er ook op Texel een openbare drinkwatervoorziening.
Teneinde de verzilting te bestrijden werd besloten om water uit de Lek te laten infiltreren in het duingebied. Samen met de gemeente Amsterdam werd in 1952 de N.V. Watertransportmaatschappij Rijn-Kennemerland (W.R.K.) opgericht, die de benodigde infrastructuur zou aanleggen en beheren. Er werd een pijpleiding aangelegd van de Lek bij Jutphaas naar de duinen om het water aan te voeren. Er werden kanalen in de duinen gegraven die gevuld konden worden met het per pijpleiding aangevoerde en voorgezuiverde oppervlaktewater. Zo'n 40 meter verder werd dit water weer opgepompt. De verblijftijd in de bodem was minimaal 23 dagen, waardoor het water gezuiverd werd en de bacteriën gedood werden. Het systeem werd in 1957 in gebruik genomen. De netto waterwinning werd hiermee teruggebracht tot 3 miljoen m³ per jaar. Dit bracht weliswaar de uitputting van de zoetwatervoorraad tot staan, maar de aanvoer van voedselrijk water leidde tot het verruigen van de plantengroei.
Vanaf de jaren '60 van de 20e eeuw is ook de voorzuivering van het infiltratiewater sterk verbeterd, waarbij gebruik werd gemaakt van omgekeerde osmose, een techniek die toen in steeds betere versies ter beschikking kwam. Het ingelaten water had uiteindelijk vrijwel drinkwaterkwaliteit. Infiltratie leverde een buffer en een garantie op veiligheid ten aanzien van micro-organismen.
De vraag nam zo sterk toe dat begin jaren zestig van de 20e eeuw een tweede waterwinstation met pijpleiding werd aangelegd in Jutphaas (WRK-II). Later in de jaren zestig werd een nieuw station in Andijk (Noord-Holland) aangelegd (waterwinstation Prinses Juliana), met pijpleiding WRK-III, dat in 1968 in gebruik werd genomen.
In 1980 kwam aan de waterwinning in de Grafelijkheidsduinen een eind.
In 2003 werd de uitvoeringsorganisatie van de N.V. W.R.K. opgesplitst. Het deel dat het station en de pijpleiding van Andijk beheerde, is daarbij geïntegreerd in PWN.
Op 27 november 2014 werd door toenmalig minister Schultz de nieuwe waterfabriek in Andijk geopend (Andijk III). Deze fabriek maakt gebruik van een innovatief concept voor waterzuivering: SIX-CeraMac. Het bestaat uit drie achtereenvolgende zuiveringsstappen:
1. het water wordt gezeefd met harskorrels, die er door ionenwisseling organisch materiaal, nitraat en sulfaat uit halen;
2. het water wordt over keramische membranen geleid, die kleine deeltjes (waaronder veel bacteriën) afvangen;
3. behandeling met uv-licht en waterstofperoxide zorgt voor het verwijderen van microverontreinigingen zoals virussen, bestrijdingsmiddelen en medicijnen.

Voor deze innovatieve techniek bestaat ook buitenlandse belangstelling. Op de open dag van 29 november 2014 maakten ruim 5000 mensen gebruik van de eenmalige mogelijkheid om de nieuwe waterfabriek te bezichtigen.

## Natuurbeheer
PWN heeft ruim 7500 hectare natuurterreinen onder beheer. Een groot deel hiervan (bijna 5300 hectare) ligt in het Noordhollands Duinreservaat tussen Bergen en Zandvoort. Het gebied ten zuiden van het Noordzeekanaal hoort bij het Nationaal Park Zuid-Kennemerland dat mede door PWN wordt beheerd. Dit deel is bijna 2000 hectare groot. Beide delen zijn (gedeeltelijk) voor het publiek toegankelijk. In de duinen bij Castricum staat bezoekerscentrum De Hoep en in 2013 is in Overveen het bezoekerscentrum De Kennemerduinen geopend.
Tussen 1989 en 1993 werden schoonmaakwerkzaamheden in de infiltratiegebieden uitgevoerd en tevens kregen deze gebieden een meer natuurlijk karakter met geleidelijke overgangen en rietmoerassen. Hierdoor konden de planten en dieren van vochtige duinvalleien terugkeren. In de infiltratiegebieden van Heemskerk en Castricum groeien weer rietorchis, gewone addertong, parnassia, duizendguldenkruid en gevlekte orchis. Ook is er een grote rijkdom aan vogels.
Sinds 2003 zijn diverse maatregelen genomen tegen de overwoekering van de duinen door hoge grassen en struiken. Landschapsvormende processen als verstuiving, vernatting en begrazing kregen meer ruimte. In de Kennemerduinen zijn vijf windsleuven in de zeereep gemaakt met landinwaarts in de windbanen vijf kaalgemaakte duinen. In het Noordhollands Duinreservaat zijn op drie plaatsen duinen in verstuiving gebracht. Hierdoor ontstaat weer een dynamisch duinlandschap met stuivende duinen, goed ontwikkelde duingraslanden en vochtige duinmilieus. Na stopzetten van de waterwinning in Zuid-Kennemerland vertienvoudigde het oppervlak aan vochtige duinmilieus en zijn herstelprojecten voor vochtige duinvalleien uitgevoerd. Hiervan profiteren plantensoorten als de parnassia.
Sinds 2003 is ook 5000 hectare duingebied in begrazing genomen. Hiervoor worden Schotse hooglanders, Konikpaarden, Exmoorpony's en een schaapskudde ingezet. Hierdoor worden de vergraste duinen opener en rijker van structuur. Ook de proef met begrazing door Wisenten in het Kraansvlak laat goede resultaten zien. Waar nodig worden woekerende exoten als Amerikaanse vogelkers mechanisch bestreden.
De effecten van het natuurbeheer op de biodiversiteit zijn wisselend. Broedvogels van het open duin zoals bergeend, paapje, wulp en tapuit nemen in aantal af. In de duinbossen hebben kenmerkende bossoorten als bont zandoogje, keizersmantel en boommarter nieuwe leefgebieden gevonden. Nieuwe soorten in het open duin zijn sikkelsprinkhaan, wespspin en hondskruid en in de natte valleien moeraswespenorchis.

## Voorlichting
De vergroting van de capaciteit van de drinkwaterwinning vanaf 1960 vergde de aanleg van grote installaties dwars door natuur- en bewoonde gebieden. PWN investeerde in publieksvoorlichting om draagvlak voor deze projecten te krijgen. Onderdeel daarvan waren een aantal films die zij door Han van Gelder liet maken zoals Water voor Noord-Holland, 1000 cm doorsnede, Water voor nu, water voor later en Tussen polderrand en zeestrand.